# 大褲衩 (電視劇)
《大褲衩》（英語：Big Shorts TV）是一套黑色幽默諷刺喜劇系列，由加拿大新境界影視公司（New Realm Studios）所製作，並受新唐人電視台贊助；劇名「大褲衩」影射並諷刺中國中央電視台，來自網友對其總部大樓的謔稱。劇集以該台時政欄目《焦點追踪》（影射《焦點訪談》）節目組為故事背景，以中國近兩年重大時政新聞發展為劇情，每一集內容都取材於中國大陸近年來發生的真實事件，集娛樂與時事探究於一身。
該劇集共分為兩季：第一季共16集，於2015年4月4日首播，每周播出一集。第二季共11集，於2016年2月14日在網絡和多家中文電視台同步播出, 每週六播出兩集。
該劇集諷刺對像中國中央電視台並無對此節目公開表示任何意見。

## 外部連結
- 官方网站
- YouTube上的大褲衩頻道
- 大褲衩的Facebook專頁